# إيتشيهارا (تشيبا)
مدينة إيتشيهارا (بالإنجليزية: Ichihara) هي إحدى المدن التابعة لولاية تشيبا. تأسست رسميًا في 01/05/1963. ويقدر عدد سكانها بـ 279591 نسمة حسب تقدير مكتب الإحصاء الياباني لعام 2012. تبلغ مساحة إيتشيهارا 368.2 كم2. بكثافة سكانية تبلغ 759 نسمة/كم2.

## توأمة
لإيتشيهارا (تشيبا) اتفاقيات توأمة مع:
- موبيل

## أعلام
- توموهيكو موراياما
- ماساتادا إيشي
- شوكو ميكامي
- يوكي أوكوبو
- كوهي كودو